# Dingana clara
Dingana clara (tên tiếng Anh: Wolkberg Widow) là một loài bướm ngày thuộc họ Nymphalidae. Nó là loài duy nhất được tìm thấy ở the Wolkberg in the tỉnh Limpopo.
Sải cánh dài 60–65 mm đối với con đực và 56–62 mm đối với con cái. Con trưởng thành bay từ tháng 9 đến tháng 11 (nhiều nhất vào tháng 10). Có một lứa một năm
Ấu trùng có thể ăn các loài Poaceae khác nhau, bao gồm Pennisetum clandestinum.